# Vallai Péter
Vallai Péter (eredeti neve: Valcz Péter) (Budapest, 1946. november 25. – Budapest, 2012. november 7.) Jászai Mari-díjas magyar színész.

## Életpályája
1965–1969 között a Színház- és Filmművészeti Főiskola hallgatója volt. 1969–1975 között a Thália Színház tagja, majd 1976-tól öt évig a Pécsi Nemzeti Színház színésze volt. 1981–82-ben a győri Kisfaludy Színház társulatához tartozott. 1982-től öt évre a szolnoki Szigligeti Színházhoz szerződött. 1987-től haláláig a Vígszínház tagja volt.
Vendégművészként játszott az Egyetemi Színpad, a Veszprémi Petőfi Színház, a kecskeméti Katona József Színház, a debreceni Csokonai Színház, az egri Gárdonyi Géza Színház, a Budapesti Kamaraszínház, a Merlin Színház, az RS9 Színház, az Éjszakai Színház és a Pesti Magyar Színház darabjaiban.
Rengeteg költő (különösen XX. sz. végi és ma élő vagy közelmúltban elhunyt magyar költők) verse az ő előadásában vagy felolvasásában vált közkinccsé.

## Vallai Fesztivál
Dobay Dezső kezdeményezésére 2013. november 25-én – Vallai Péter 67-ik születésnapján – alapították meg a Vallai Péter Kortárs Előadóművészeti Alapítványt. Ezzel egy időben nyílt meg az RS9 Színház és a vele szerves egységben működő RS9 Galéria valamint a Vallai Kert is.  A Vallai Fesztivált másodszor rendezték meg 2016. november 25-27-én az  RS9 Színházban és a Vallai Kertben. A kortárs lírai és prózai műveket bemutató fesztiválon az előzsűri által kiválasztott alkotások kapnak nyilvánosságot. A legjobb három előadást a négytagú szakmai zsűri (Kőváry Katalin rendező, Forgách András író, dramaturg, Stermeczky Zsolt Gábor kritikus és Tompa Andrea, kritikus) döntése alapján díjazzák.

## Magánélete
1980-ban házasságot kötött Madas Csillával. Két gyermekük született: Dóra (1981) és Valcz Péter (1984), aki ugyancsak színművész.

## Színházi szerepei

### Valcz Péterként
- Puskin: Don Juan – Szolga
- Maeterlinck: Szent Antal csodája – A rendőrbiztos
- Shaw: Androcles és az oroszlán – Kapitány
- Darvas József: Zrínyi – Homonnai Miklós
- William Shakespeare: Rómeó és Júlia – Benvolio; Rómeó
- Dante: Isteni színjáték
- Babel: Mária – Szafanov
- Osztrovszkij: Jövedelmező állás – Zsadov
- Euripidész: Bakkhánsnők – Szolga
- Szatmári-Kazimír: Bachus – Machaon
- Móricz Zsigmond: Légy jó mindhalálig – Valkay; Nagy úr
- Hemingway: Akiért a harang szól – Andres
- Ortutay-Kazimír: Kalevala
- Molnár-Goda: A planétás ember – Sumkó
- Frisch: Játék az életrajzzal
- Pálfy-Kazimír: A magyar kérdés – Dán újságíró; Amerikai újságíró; Hang a nézőtérről

### Vallai Péterként
A Színházi Adattárban regisztrált bemutatóinak száma: 171.
- Arbuzov: Én, te, ő – Marat
- Milton: Elveszett paradicsom – Fiú
- Martin du Gard: A Thibault-család – Manuel Roy
- Fekete Sándor: Őserdei Szümpozion (vagyis Lakoma két terítékben) – Amil
- Weöres Sándor: A holdbeli csónakos – Dumuzi; Paprika Jancsi
- Heller: Irány New Heaven – Starkey fia
- Kazimir-Jánosy: Ramajana – Indrazsit
- Illyés Gyula: Bál a Savoyban – Laci
- Takeda Izumo–Mijosi–Namiki: Csusingura – Hejemon
- Hubay Miklós: Tüzet viszek – Ákos
- Petőfi Sándor: Tigris és hiéna – Krónikás
- Greene: Csendes amerikai – Repülőszázados
- Fekete Sándor: Akar-e ön író lenni? Avagy tanuljunk könnyen, gyorsan érvényesülni – Fiatal író
- Euripidész: ElektraOresztész – Oresztész
- Kazimir-Weöres: Karagőz
- Németh László: Gandhi – Hindu küldött
- Diderot: Fecsegő ékszerek – Olibri
- Lengyel József: Levelek Arisztofanészhoz – Ráadás
- Illyés Gyula: Dupla vagy semmi, azaz két életet vagy egyet sem – Máté
- László-Bencsik Sándor: Történelem alulnézetben – TMK-s
- Komlós-Marton: Thália kabaré
- Vörösmarty Mihály: Salamon – Salamon
- Molière: Scapin furfangjai – Scapin
- Illyés Gyula: Dániel, az övéi között, avagy 'a mi erős várunk..' – Herold
- Feydeau: Őnagysága megboldogult – Lucien
- Feydeau: Ne mászkálj meztelenül! – Victor
- Dosztojevszkij: Istvánfalva – Az ezredes unokaöccse
- Hegedüs Géza: Lackner Kristóf – Töltl Henrik
- Illyés Gyula: Távozz tőlem angyal – A költő
- Abramow-Newerly: Derby a kastélyban – Byrczak
- Molnár Ferenc: Játék a kastélyban – Ádám; Turai
- William Shakespeare: Titus Andronicus – Demetrius
- Wilde: Salome – Második katona
- Heltai Jenő: A néma levente – Beppo
- Drzic: Dundo Maroje – Tripceta; Dundo Maroje
- Kodály Zoltán: Háry János – Ebelastin lovag
- Strindberg: Álomjáték – Ügyvéd
- Illyés Gyula: Homokzsák, avagy nevetni könnyebb – Bencs Károly
- Camus: Az igazak – Iván Kaljajev
- Feydeau: A szobalány fütyül rám – Vildamour
- Lernet-Holenia: Hússaláta – Henninger
- Hochwalder: A közvádló – Tallien
- Kircsi László: Aki a pofonokat kapja – Aki
- Christie: Tíz kicsi néger – Lombard kapitány
- Schönthan: A Szabin nők elrablása – Dr. Szilvássy Béla
- Illyés Gyula: Sorsválasztók – Apa
- Hauptmann: A patkányok – Harro Hassenreuter
- Mosonyi Aliz: A bűvös fuvola – Sarastro
- Esterházy Péter: Spion-játék
- Hrabal: Bambini di Prága – Dirigens és tánctanár
- Molnár Ferenc: A testőr – A színész
- Machiavelli: Mandragóra – Callimaco
- Csehov: Ványa bácsi – Szerebrjakov
- Schiller: Ármány és szerelem – Wurm
- Eisemann Mihály: Zsákbamacska – Ladányi Kont
- Beaumarchais: Figaró házassága avagy egy bolond nap – Figaró
- Wedekind: Nicolo király – Nicolo király
- Harold Pinter: Árulás – Jerry
- Chase: Miss Blandish nem kap orchideát – Fenner
- Schwajda-Szikora: Táncdalfesztivál '66 (avagy puncsszeletek a hatvanas évekből) – Szputnyik hangja
- Csurka István: Deficit – X
- Déry Tibor: A tanúk – Dr. Kelemen Béla orvos
- Háy Gyula: A ló – Caligula
- William Shakespeare: Szentivánéji álom – Puck
- Katona József: Bánk bán – Biberach
- Ionesco: A kopasz énekesnő – A tűzoltóparancsnok
- Örkény István: Forgatókönyv – Barabás Ádám
- Márton-Spiró: A kínkastély – Boguslawski
- Dunai Ferenc: A nadrág – Radó Tamás; Igazgató
- Sütő András: Az álomkommandó – Első Sonderes
- Csurka István: Vizsgák és fegyelmik – Képíró Sándor
- Presser Gábor: A padlás – Detektív
- Gorkij: Éjjeli menedékhely – Színész
- Székely János: Caligula helytartója – Barakiás
- Másik János: Ahogy tesszük – Haver
- Koestler: Sötétség délben – Ivanov
- Eörsi István: Jolán és a férfiak – Győző; Brassó
- Ibsen: A nép ellensége – Peter Stockmann
- William Shakespeare: Harmadik Richárd – I. Gyilkos
- Aiszkhülosz: Oreszteia – Őr
- Schnitzler: A Bernhard-i ügy – Dr. Winkler
- Székely János: Mórok – Husszein; Kibédi László
- Carroll: Alice Csodaországban – Április bolondja; Hernyó; Griffmadár
- Bernhard: A színházcsináló – A vendéglős
- Orton: Amit a lakáj látott – Dr. Rance
- Ionesco: Rinocéroszok – Jean
- Déry-Márton: A szabadság vendége – G.A.
- Dürrenmatt: A nagy Romulus – Caesar Rupf
- Molnár Ferenc: Liliom – Ficsúr
- Kukorelly Endre: Vasrózsák
- Füst Milán: A néma barát – D'Aurignac úr
- Fratti: Kegyetlen játék – Warren/Dwarren
- Simon: A nagymama soha – Louie
- Esterházy Péter: Egy nehéz nap éjszakája
- Brecht: Baal
- Shaw: Szent Johanna – Cauchon
- Esterházy Péter: Daisy – Cicerone
- Grimm: Csipkerózsika – Kamarás
- Nagy András: Alma
- William Shakespeare: Macbeth – Banquo
- Szomory Dezső: Hermelin – Kürthy Kökény
- Tolsztoj: Háború és béke – Szergej Kuzmics
- Spiró György: Dobardan – Sanyi; A menekülttábor lakója
- Hasek: Svejk – Dr. Grünstein; Zillergut ezredes; Hadbíró őrnagy
- Euripidész-Grillparzer-Anouilh: Médeia-variációk – Kreon
- Tornatore: Formalitás – Felügyelő
- Békés Pál: Pincejáték – Dr. Szilágyi
- Szakonyi-Karinthy: Ki a normális? avagy A marha férj
- Miller: A salemi boszorkányok – Parris tiszteletes
- Collodi: Pinokkió - avagy a hosszúorrú fabábu kalandjai – Dzsepettó Mester; Róka; II. Hollófekete Gyásznyúl; II. Menyét
- Weingarten: Hó
- William Shakespeare: A vihar – Gonzalo
- Rodari: Hagymácska története – Mesélő hangja
- Weiss: Jean Paul Marat üldöztetése és meggyilkolása... ahogy a charentoni elmegyógyintézet színjátszói előadják De Sade úr betanításában és ahogy azt a Gyulai Éjszakai Színtársulat színjátszói előadják ezerkilencszázkilencvenkilenc augusztusában
- Dosztojevszkij: A Karamazov testvérek – Ügyész
- Dosztojevszkij: Egy nevetséges ember álma
- Örkény István: Tóték – A postás
- Molière: Képzelt beteg – Purgó
- Lessing: Bölcs Náthán – Szerzetes
- Ödön von Horváth: A szépkilátás – Emanuel von Stetten báró
- Strindberg: Play Strindberg - Játsszunk Strindberget! – Edgar
- William Shakespeare: Végül is, Lear – Exlear
- Hamvai Kornél: Kitty Flynn – Adam Wirth
- William Shakespeare: Ahogy tetszik – A Száműzött Herceg
- Benchetrit: A párizsi gyors – Charles
- Caragiale: Zűrzavaros éjszaka, vagy a 9-es szám története – Nae Ipingescu
- Krúdy Gyula: A vösö postakocsi – Unghonberky úr
- Gogol: A revizor – Artyemij Filippovics Zemljanyika; Hrisztyian Ivanovics Hübner
- Mrozek: Tangó – Stomil
- Tomeo: Rejtélyek az operában
- Dumas: A három testőr – Richelieu bíboros
- Szép Ernő: Lila ákác – Angelusz papa
- Bethencourt: A New York-i páparablás – Rabbi
- Molnár Ferenc: Harmónia – Dr. Péter
- Kárpáti-Rejtő: Az öldöklő tejcsarnok (avagy piszkos Fred nem lép közbe sajnos) – Igaldys
- Albee: Nem félünk a farkastól – George
- William Shakespeare: Minden jó, ha vége jó! – Bolond
- Molière: Úrhatnám polgár – Filozófiatanár
- Esterházy Péter: Rubens és a nemeuklideszi asszonyok – Festősegéd
- Vallai: A rabbi, a samesz, a Kohn és a többiek
- Podmaniczky Szilárd: Beckettre várva
- Stendhal: Vörös és fekete – Castanede abbé
- Letts: Augusztus Oklahomában – Beverly Weston
- William Shakespeare: Othello – Dózse
- Molnár Ferenc: Egy kettő, három – Dr. Wolff; Colleon
- Podmaniczky Szilárd: Albert Einstein paprikáskrumpli – Albert Einstein
- Nádai Péter: Magányos cédrus – Bakonyi Miklós
- Márai Sándor: Fizess nevetve!
- William Shakespeare: Rómeó és Júlia – Montague
- Lengyel Menyhért: Lenni vagy nem lenni – Dobosh[4]

## Filmjei

### Tévéfilmek, televíziós sorozatok
- Mátyás király Debrecenben (1965)
- Áradat (1971)
- Váratlan találkozások (1971; rövid tévéjáték) – Fiú
- A tűz balladája (1972) – Favágó fia
- Világló éjszaka (1972)
- Kántor (1976) – Colos
- Afrikai örömeink – 1. rész: Jöjj, nézd a Kilimandzsárót! (1976; dokumentumfilm) – Narrátor
- Szent Zsuzsanna, avagy a mesterek iskolája (1978)
- A király pantallója (1979) – Bukfenc-Bikkmakkja
- Fogságom naplója (1979)
- Szénporcsata (1982) – A fiú
- A nap lovagjai (1987)
- Az új földesúr (1988) – Szolgabíró
- Hétpróbások (1988) – Johannson
- Nem érsz a halálodig (1990)
- Az apostol (1991)
- Bécsi ezüst (1991; rövid tévéjáték)
- Leonce és Léna (1991) – Péter, Popó birodalmának királya
- Területrendezés (1991)
- Egy forradalom hétköznapjai (1993)
- Feltámadás Makucskán (1994)
- Szamárfül, avagy ió, ció, áció (1996; rövid tévéjáték)
- Deres már a határ (1998)
- Áldott állapot (1998) – Tibor
- Angyali történetek (2000)
- Könyveskép (2006) – Gedő Arnold
- Szuromberek királyfi (2007) – Trepanek Vazul, határőr főezredes
- Életképek (2008) – Iskolaigazgató
- Bulvár (2011) – Koreográfus

### Játékfilmek
- Fedőneve: Lukács (1977)
- Hatásvadászok (1982) – Bohus
- Valaki figyel (1984) – Halász Péter
- Szerelem első vérig (1986)
- Az új földesúr (1989)
- A távollét hercege (1990) – CC
- Anna filmje (1992) – Szaxofonos
- Az álommenedzser (1993) – Filmrendező
- Bűvös vadász (1994) – Kaspar
- Ez van, Azarel! (1995; rövid játékfilm)
- Apa győz (1997; rövid játékfilm)
- Kazo (1997)
- Sorstalanság (2004)
- Jumurdzsák gyűrűje (2005) – Ábray professzor
- Lux úr szabadalmai (2005; rövid játékfilm)
- Rokonok (2005) – Újságíró
- Casting minden (2007) – Dános, a producer
- Thelomeris (2011)

### Szinkronszerepei
| Év   | Cím            | Szereplő       | Színész        | Szinkron év |
| ---- | -------------- | -------------- | -------------- | ----------- |
| 1973 | Rejtett forrás | Krystof Vlach  | Stefan Kvietik | 1974        |
| 1989 | Linda III.     | Schneider Géza | Rajhona Ádám   | 1989        |
| 1996 | Szép kis nap!  | ?              | ?              | 1997        |

## Hangjáték
- Takács Tibor: Erdély köpönyegében (1972)
- Berza László: Szepsi Csombor Mártonnak külömb-külömbféle tapasztalásai Európa országaiban (1974)
- Misarin, Alexandr: A feladatot vállalom (1975)
- Óz, a nagy varázsló (1980) – Majomkirály
- Shakespeare: A windsori víg nők (PAge)
- Kolin Péter: Elrendezés (1985)
- Anna Seghers: Jeanne d'Arc pöre Rouenban 1431-ben (1988)
- Márton László: Az istennő fia (1988)
- Sziveri János: A csiga vére (1988)
- Schultz Sándor: Aranylemez (1989)
- Bodor Ádám: Két titok (1991)
- Marsall László: Kluzsinszky és Bohus bolyongása a lépcsőházban (1991)
- Dániel Ferenc: A sültgalamb (1993)
- Parti Nagy Lajos: Gézcsók (1993)
- Venegyikt Jerofejev: Moszkva - Petuski (1993)
- Esterházy Péter: Fuharosok (1994)
- Rudyard Kipling: A fehér fóka (1995)
- Tandori Dezső: Vér és virághab (1995)
- Petőcz András: Anna, avagy a hipnotizált vadállatok (1996)
- Baileau-Narcejac: A szökevény (1997)
- Bergerac, Cyrano de: Holdbéli utazás (1998)
- Zalán Tibor: Kaland a nagy családerdőben (2002)
- Bodor Béla: Bigamanó szerelmei (2003)
- Csukás István: Mi az adu? (2004)
- Mesterházi Márton: Mata Hari - a hírhedett kémnő élete és halála (2004)
- Szigethy András: Pilátus az ügyész előtt, avagy a birodalmi ember vallomása (2005)
- Umberto Eco: Loana királynő titokzatos tüze (2007)

## Cd-k és hangoskönyvek
- Ephraim Kishon: Kezicsókolom' – Történetek nem csak autósoknak
- Ephraim Kishon: Szőkék előnyben
- Elie Wiesel: Bölcsek és történeteik
- Kertész Ákos: Makra
- Zsidó anekdoták

## Díjai, elismerései
- Jászai Mari-díj (1981)
- Ajtay Andor-emlékdíj (1989, 2006)
- az országos színházi találkozó díja (1991)
- a tv-kritikusok díja (1991)